# Phthonandria pinguis
Phthonandria pinguis là một loài bướm đêm trong họ Geometridae.